# Libreville
Libreville er hovedstad og største by i Gabon. Byen har 797.003(2012) indbyggere. 
Området var oprindeligt beboet af Mpongwé-stammen.  Byen blev anlagt efter at franske handelsmænd ankom i 1843 og fik navnet Libreville, efter at  en del befriede slaver blev sendt dertil (på samme måde som Freetown i Sierra Leone). Libreville var den vigtigste havn i Fransk Ækvatorialafrika fra 1934 til 1946. Det var først efter selvstændigheden i 1960, at byen begyndte at vokse, og det anslås nu, at den huser halvparten af Gabons befolkning.